# Максимович, Десанка
Де́санка Макси́мович (серб. Десанка Максимовић; 16 мая 1898, Рабровица — 11 февраля 1993, Белград) — сербская писательница и поэтесса. Член Сербской академии наук и искусств с 1959 года.

## Биография
Родилась 16 мая 1898 года в селе Рабровица близ города Валево в семье сельского учителя. Провела детство в Бранковине, в сербском селе.
В 1919 году переехала в Белград. В 1924 году окончила философский факультет Белградского университета. Затем училась в Сорбонне, где защитила работу о Жанне д’Арк. Преподавала сербский язык в женских гимназиях. В 1933 году вышла замуж за русского эмигранта Сергея Сластикова.
Публиковаться стала с 1920 года, первый сборник стихов издан в 1924 году, а позднее — ещё более двадцати сборников стихов, а также романы.
Всенародная известность пришла к поэтессе после Второй мировой войны, когда она была удостоена ряда премий и избрана в Сербскую академию.
Скончалась 11 февраля 1993 года в Белграде.

## Творчество
Максимович знаменита как любовными стихами, которые «вот уже несколько десятилетий юноши и девушки этой страны, быстро выучив наизусть, помнят всю жизнь», так и патриотическими. В целом её поэзия носит жизнеутверждающий, романтический характер.
Основу стиха составляет мелодия и ритм, вытекающий из природы сербского языка. Живописно-пластичная речь богата лексически, но лишена усложненности, включает народные идиомы и эпитеты.
Её наиболее известный сборник «Требую помилования» написан свободным стихом с изредка встречающейся рифмой и содержит монологи царя Стефана Душана — авторитарные, безличные, утверждающие силу закона, и ответные монологи поэтессы, выступающей в защиту народа, слабых, падших, еретиков, в защиту любви и поэзии.

Следование системе высочайших этических ценностей дает Д. Максимович внутреннюю свободу, а её поэзии — эстетическую цельность. Следуя классической традиции, она поэтизирует визуальный мир и романтическое воображение, естественность и доверительную простоту, гордое достоинство умеющего любить и прощать человека.
Хорошо знала русский, французский и польский языки; переводила русскую и польскую поэзию.
Среди русских переводчиков Максимович были Анна Ахматова, Маргарита Алигер (полный перевод сборника «Требую помилования»), Леонид Мартынов, Давид Самойлов, Борис Слуцкий, Иосиф Бродский, Василий Конов, Юрий Лощиц. Сборники переводов её стихов выходили, в частности, на русском, украинском, литовском и армянском языках.

## Увековечение памяти

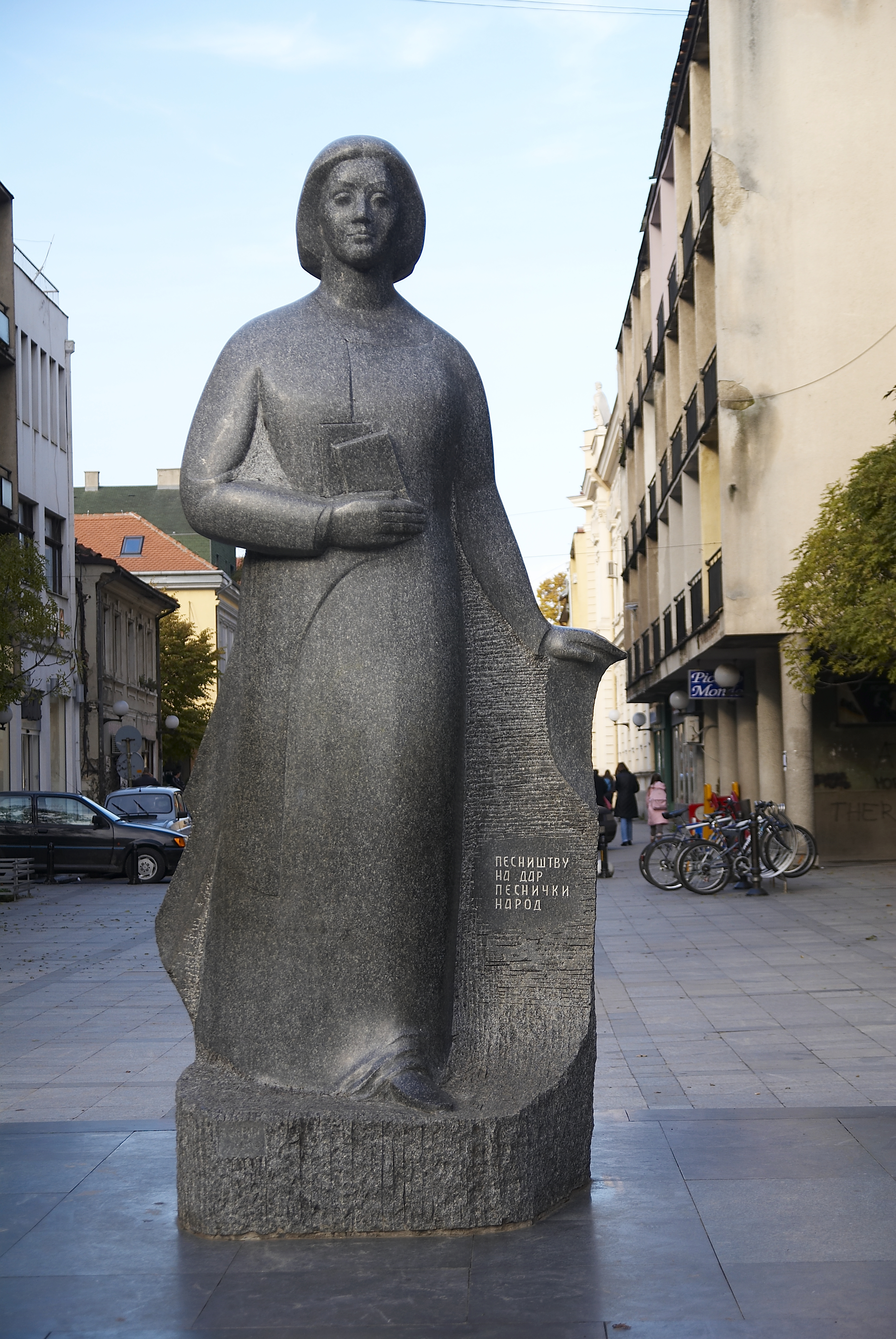
Памятник Десанке Максимович в городе Валево (Сербия)

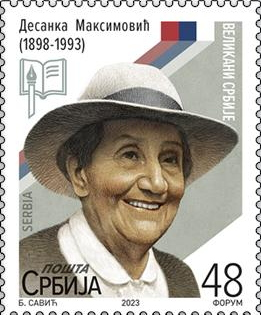
Почтовая марка Сербии, приуроченная к 125-летию со дня рождения сербской писательницы и поэтессы Десанки Максимович, 2023

Ещё при жизни поэтессы 27 октября 1990 года в городе Валево (Колубарский округ Сербии) был установлен первый памятник Десанке Максимович. Она негодовала по этому поводу, но её убедили, что это памятник поэзии — с лицом Десанки Максимович.
27 августа 2007 года был также открыт памятник Десанке Максимович и в Ташмайданском парке Белграда. Скульптор — Светлана Карович-Деранич.
В 2023 году Почта Сербии выпустила почтовую марку, приуроченную к 125-летию со дня рождения сербской писательницы и поэтессы Десанки Максимович.

## Издания

### Оригинальные книги
…Заступаюсь за первую нежность,

за трепет первой любви, обитающий в песнях,

в хрупких горницах песен, в хрупких прихожих,

за невинность, которой не скрыться от луп любопытства,

когда ветряки воображенья начинают вертеть свои крылья

с одной лишь задачей добиться ответа,

где, из-за кого и когда завязалась печаль,

почему превратилась печаль в первую песню поэта;

заступаюсь за то, что зовут поэтическими грехами,

когда, не ведая истинной меры,

их швыряют, не думая, эти грехи, на архангельские весы

воедино собравшиеся лицемеры. …
Важнейшие сборники:
- «Стихи» (Песме, 1924).
- «Зеленый витязь» (Зелени витез, 1930).
- «Новые стихи» (Нове песме, 1936).
- Поэма «Ослобођење Цвете Андрић» (Освобождение Цветы Андрич, 1945).
- «Поэт и отчизна» (Песник и завичај, 1946).
- Поэма «Отчизна на первомайской демонстрации» (Отаџбина у првомајској поворци, 1949).
- Поэма «Я здесь, отчизна» (Отаџбино, ту сам, 1951).
- «Запах земли» (Мирис земље, 1955).
- «Пленник снов» (Заробљеник снова, 1960).
- «Говори тихо» (Говори тихо, 1961).
- «Требую помилования: Спор поэта с Законником царя Душана» (Тражим помиловање, лирска дискусија с Душановим закоником, 1964, 2-я ред. 1969). 66 стихотворений.
- «Вестник» (На шеснаести рођендан, 1970).
- «У меня больше нет времени» (Немам више времена, 1973).
- «Летопись потомков Перуна» (Летопис Перунових потомака, 1976).
- «Стихи из Норвегии» (Песме из Норвешке, 1976).
- «Избранные стихи» (1980).
- «Слово о любви» (Слово о љубави, 1983).
- «Я буду помнить обо всем» (Памтићу све, 1988).

### Русские переводы
- Запах земли. М., Гослитиздат. 1960. 167 стр. 10000 экз.
- Навстречу весне. М., Детгиз. 1961. 62 стр. 45000 экз.
- Дети становятся взрослыми: Роман. М., Худож. лит. 1965. 255 стр. 50000 экз.
- Стихотворения. / Предисл. В. Огнёва. М., Худож. лит. 1971. 390 стр. 10000 экз. (Из сборников «Стихи», «Зеленый витязь», «Новые стихи», «Поэт и отчизна», «Запах земли», «Пленник снов», «Говори тихо», «Требую помилования», «Вестник»)
- Избранное. (Серия «Библиотека югославской литературы»). М., Худож. лит. 1977. 479 стр. 25000 экз.
- Зелёный витязь: Избранные стихотворения. (Серия «Поэтическая библиотечка школьника»). М., Дет. лит. 1977. 191 стр. 50000 экз.
- Слово о любви: Стихи. М., Худож. лит. 1988. 365 стр. 25000 экз. (Из сборников «Летопись потомков Перуна», «Стихи из Норвегии», «Ничья земля», «Обманы», «Апокрифы о бессловесных», «Песочные часы», «Бранковинское утро», «Пять пейзажей», «Образы», «На скале Одиссея». Сонеты)

## Исследования
- История литератур Восточной Европы после второй мировой войны. Т.1. 1945-1960-е годы. М., 1995. С.375-377. Т.2. С.322-323.
- Кореневская Н. М. Характер поэтической образности Десанки Максимович. Автореф. дисс. … к. филол. н. М., ИМЛИ. 1981.
- Щеглов С. И. Оставлю вам только слова: Повесть о Десанке Максимович. Неизданные стихи. Новые переводы. Красноярск, 2008. 126 стр. ISBN 978-5-903827-01-5 (отзыв о книге)
- Десанка Максимовић: Живот, песме, критике / Припремио М.Блечић. — Београд: Слово љубве, 1978. — 238 с.
- Dordevič Lj. Pěsničko dělo Desanke Maksimovič. — Beograd: Beogradskog univ., 1973. — 501 s.
- Blečič М. Desanka Maksimovič — život praéen pesmom. — Beograd: Delta press, 1978,— 158 s.